# 8. децембар
8. децембар (8.12.) је 342. дан године по грегоријанском календару (343. у преступној години). До краја године има још 23 дана.

## Догађаји
- 1524 — Франциско Ернандез де Кордоба је основао град Гранаду, најстарији хиспански град на копну западне хемисфере.
- 1854 — Папа Пије IX прогласио догму о безгрешном зачећу Богородице.
- 1863 — Британски боксер Том Кинг постао Први светски шампион у тешкој категорији победом над Американцем Џоном Хинаном.
- 1914 — Британска флота је поразила немачку флоту у бици код Фокландских острва.
- 1922 — Парламент Северне Ирске изгласао одвајање од Ирске Слободне Државе и останак унутар Уједињеног Краљевства.
- 1925 — Објављена књига Адолфа Хитлера „Мајн кампф“, у којој је изложена концепција „Новог поретка“ и расне супремације Немаца.
- 1941 — САД и Уједињено Краљевство објавиле рат Јапану, дан после јапанског напада на америчку базу у Перл Харбору на Хавајима. Немачка и Италија, у складу са обавезама из Тројног пакта, објавиле рат САД.
- ::: Јапан је истовремено извршио инвазију на Малају, Тајланд, Хонгконг, Филипине и Холандску источну Индију.
- ::: Почетак интернирања београдских Јевреја у новоосновани логор Сајмиште.
- 1949 — Генерална скупштина Уједињених нација од светских сила тражила да признају независност Кине после бекства Чанг Кај Шека на Тајван.
- 1966 — Споразум о забрани нуклеарног оружја у свемиру потписало 28 земаља, укључујући СССР и САД.
- 1966 — Приликом хаварије грчког трајекта „Ираклион“, који је потонуо током невремена код острва Милос, погинула 234 путника и чланова посаде.
- 1974 — Грађани Грчке на референдуму великом већином гласали за републику, против рестаурације монархије.
- 1980 — Ментално поремећени обожавалац Марк Дејвид Чапман је убио бившег члан Битлса Џона Ленона испред његовог стана у Њујорку.
- 1991 — Лидери Русије, Белорусије и Украјине Борис Јељцин, Леонид Кравчук и Станислав Шушкевич у Минску потписали споразум о формирању Заједнице Независних Држава. Тиме престао да постоји СССР.
- 1991 — ФК Црвена звезда је савладала Коло Коло са 3:0 у финалу Интерконтиненталног купа.
- 1995 — У Лондону почела дводневна конференција на којој је, уместо женевске мировне конференције за СФРЈ, основан Савет за спровођење мира. У раду конференције учествовали министри иностраних послова 40 земаља и представници бројних међународних организација. Шведски дипломата Карл Билт именован за представника међународне заједнице у Босни.
- 2000 — У Отави одржан Први светски самит посвећен култури и уметности, на којем је основана Међународна федерација агенција за подршку уметности.
- 2002 — Поновљени председнички избори у Србији нису успели због недовољног одзива бирача, 45,17%. Највише гласова освојио лидер Демократске странке Србије и председник Југославије Војислав Коштуница, 57,66%.

## Рођења
- 1542 — Мери Стјуарт, шкотска краљица (1542—1567). (прем. 1587)[1]
- 1708 — Франц I, цар Светог римског царства (1745—1765). (прем. 1765)[2]
- 1821 — Јосиф Руњанин, хрватско-српски композитор. (прем. 1878)[3]
- 1822 — Јаков Игњатовић, српски писац. (прем. 1889)[4]
- 1832 — Бјернстјерне Бјернсон, норвешки књижевник, добитник Нобелове награде за књижевност (1903). (прем. 1910)[5]
- 1864 — Камиј Клодел, француска вајарка и сликарка. (прем. 1943)[6]
- 1865 — Јан Сибелијус, фински композитор и виолиниста. (прем. 1957)[7]
- 1886 — Дијего Ривера, мексички сликар. (прем. 1957)[8]
- 1911 — Никос Гацос, грчки песник, преводилац и текстописац. (прем. 1992)
- 1926 — Стево Жигон, српски глумац и редитељ. (прем. 2005)[9]
- 1927 — Никлас Луман, немачки социолог, филозоф друштвених наука и теоретичар друштвеног система. (прем. 1998)
- 1930 — Максимилијан Шел, аустријско-швајцарски глумац, редитељ, сценариста и продуцент. (прем. 2014)[10]
- 1932 — Шарли Гол, луксембуршки бициклиста. (прем. 2005)[11]
- 1936 — Дејвид Карадин, амерички глумац, редитељ и продуцент. (прем. 2009)[12]
- 1939 — Фахрудин Јусуфи, југословенски и српски фудбалер. (прем. 2019)[13]
- 1939 — Звездан Чебинац, српски фудбалер и фудбалски тренер. (прем. 2012)[14]
- 1939 — Срђан Чебинац, српски фудбалер.[15]
- 1941 — Џеф Херст, енглески фудбалер и фудбалски тренер.[16]
- 1943 — Џим Морисон, амерички музичар и песник, најпознатији као вођа и певач групе The Doors. (прем. 1971)[17]
- 1949 — Ненси Мајерс, америчка редитељка, сценаристкиња и продуценткиња.[18]
- 1953 — Ким Бејсингер, америчка глумица, певачица и модел.[19]
- 1955 — Миленко Заблаћански, српски глумац, редитељ и сценариста. (прем. 2008)
- 1964 — Тери Хачер, америчка глумица.[20]
- 1966 — Тајлер Мејн, канадски глумац и рвач.
- 1966 — Шинејд О’Конор, ирска певачица. (прем. 2023)
- 1975 — Ана Станић, српска певачица.[21]
- 1976 — Доминик Монахан, енглески глумац.[22]
- 1977 — Матјас Схунартс, белгијски глумац, филмски продуцент и графити уметник.[23]
- 1978 — Ијан Самерхолдер, амерички глумац, модел, редитељ и продуцент.[24]
- 1978 — Илда Шаулић, српска певачица.[25][26]
- 1979 — Кристијан Вилхелмсон, шведски фудбалер.[27]
- 1980 — Мухамед ел Шалуб, фудбалер из Саудијске Арабије.[28]
- 1980 — Рашко Катић, српски кошаркаш.[29][30]
- 1982 — Ники Минаж, америчка хип хоп музичарка, глумица и модел.[31]
- 1984 — Дастин Браун, јамајканско-немачки тенисер.[32][33]
- 1985 — Двајт Хауард, амерички кошаркаш.[34]
- 1986 — Кејт Вогел, америчка музичарка и глумица.[35]
- 1994 — Рахим Стерлинг, енглески фудбалер.[36][37]
- 1998 — Танер Бјукенан, амерички глумац.
- 1999 — Рис Џејмс, енглески фудбалер.

## Смрти
- 899 — Арнулф Карантанијски, краљ Немачке и цар Светог римског царства. (рођ. 850)[38]
- 1638 — Иван Гундулић, дубровачки барокни песник.[39]
- 1864 — Џорџ Бул, математичар и филозоф.[40]
- 1889 — Макс Ланге, немачки шахиста
- 1978 — Голда Меир, израелска државница, прва жена премијер Израела.[41]
- 1980 — Џон Ленон, енглески музичар, оснивач групе Битлси.[42]
- 2000 — Милић од Мачве, српски сликар. (рођ. 1934)[43]
- 2001 — Елизабет Снајдер Холбертон, један од пионира рачунарског програмирања.
- 2001 — Мирза Делибашић, југословенски и босанскохерцеговачки кошаркаш. (рођ. 1954)[44]

## Празници и дани сећања
- Српска православна црква данас прославља
  - Свети свештеномученик Климент (Оданије Ваведења)